# Reikichi Kawamura
Reikichi Kawamura (河村黎吉, Kawamura Reikichi), né le 1er septembre 1897 à Fukagawa situé dans l'actuel arrondissement de Kōtō à Tokyo et mort le 22 décembre 1952, est un acteur japonais. Son vrai nom est Ishigorō Kawamura (河村 石五郎, Kawamura Ishigorō).

## Biographie

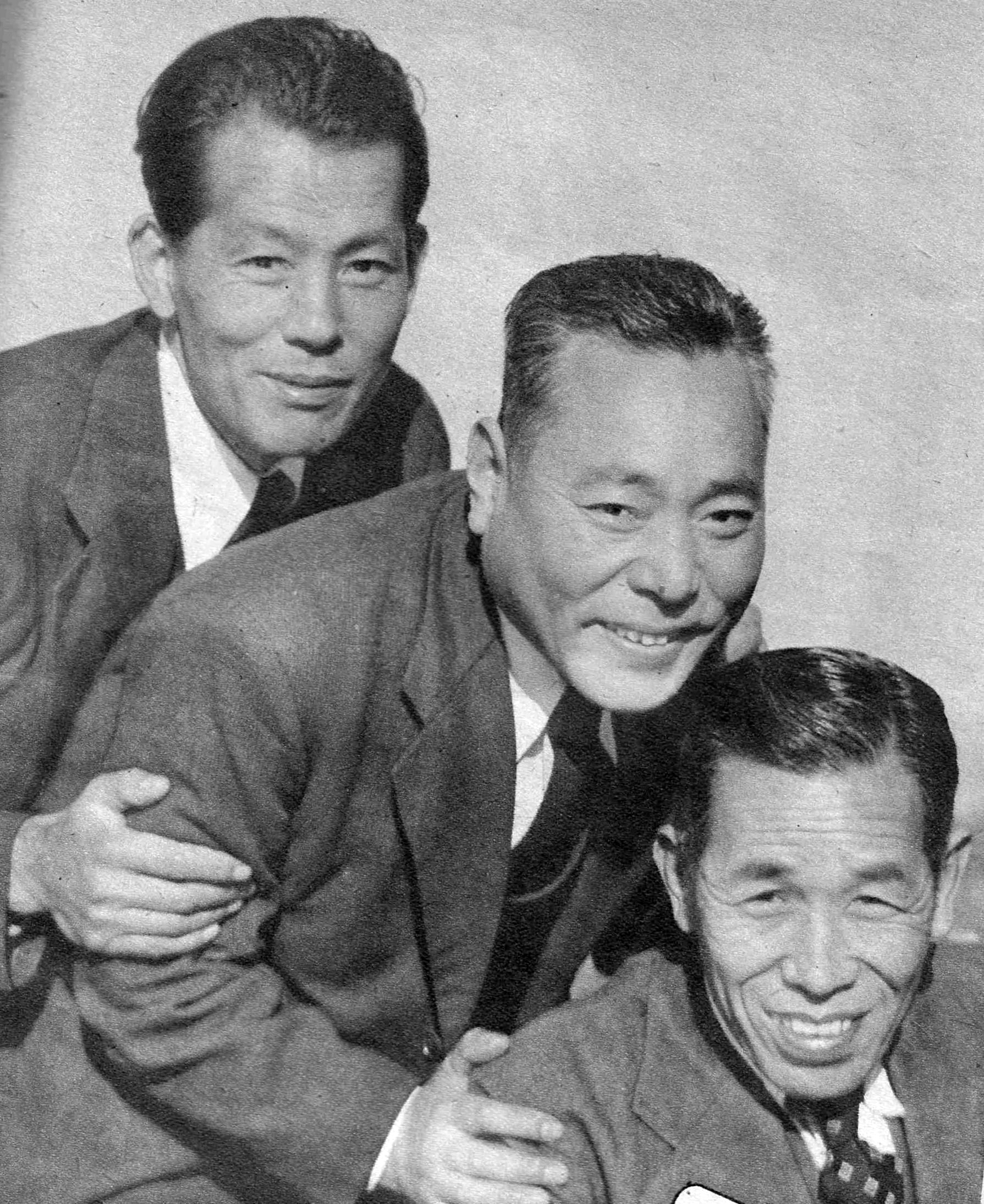
De g. à d. : Chishū Ryū, Takeshi Sakamoto et Reikichi Kawamura en 1950.

Après avoir intégré une troupe de théâtre dès l'âge de 16 ans, Reikichi Kawamura rejoint la Shōchiku en 1921 et fait sa première apparition au cinéma dans Shuchū nikki de Zanmu Kako (ja).
Il a tourné dans plus de 275 films entre 1921 et 1952.

## Filmographie partielle
- 1921 : Shuchū nikki (酒中日記?) de Zanmu Kako (ja)
- 1922 : Omoide no uta (想出の唄?) de Kiyohiko Ushihara

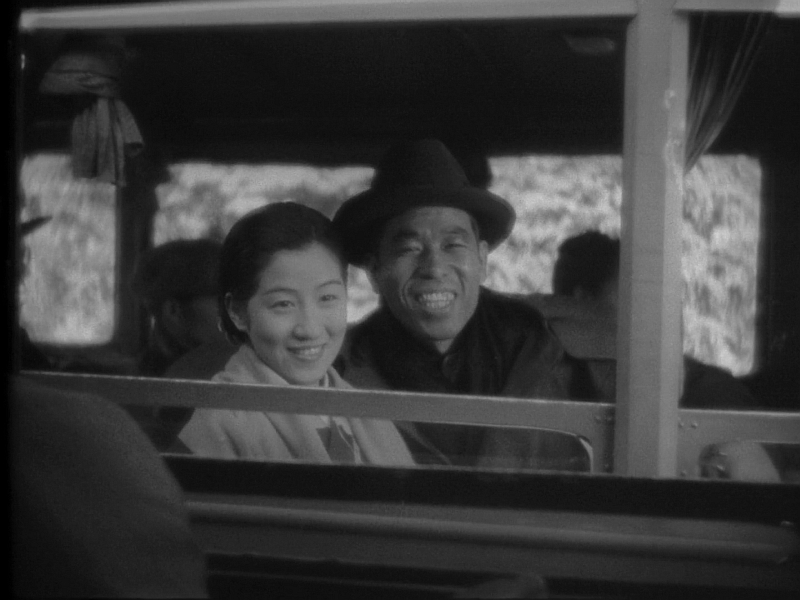
Setsuko Shinobu et Reikichi Kawamura dans Monsieur Merci (1936).

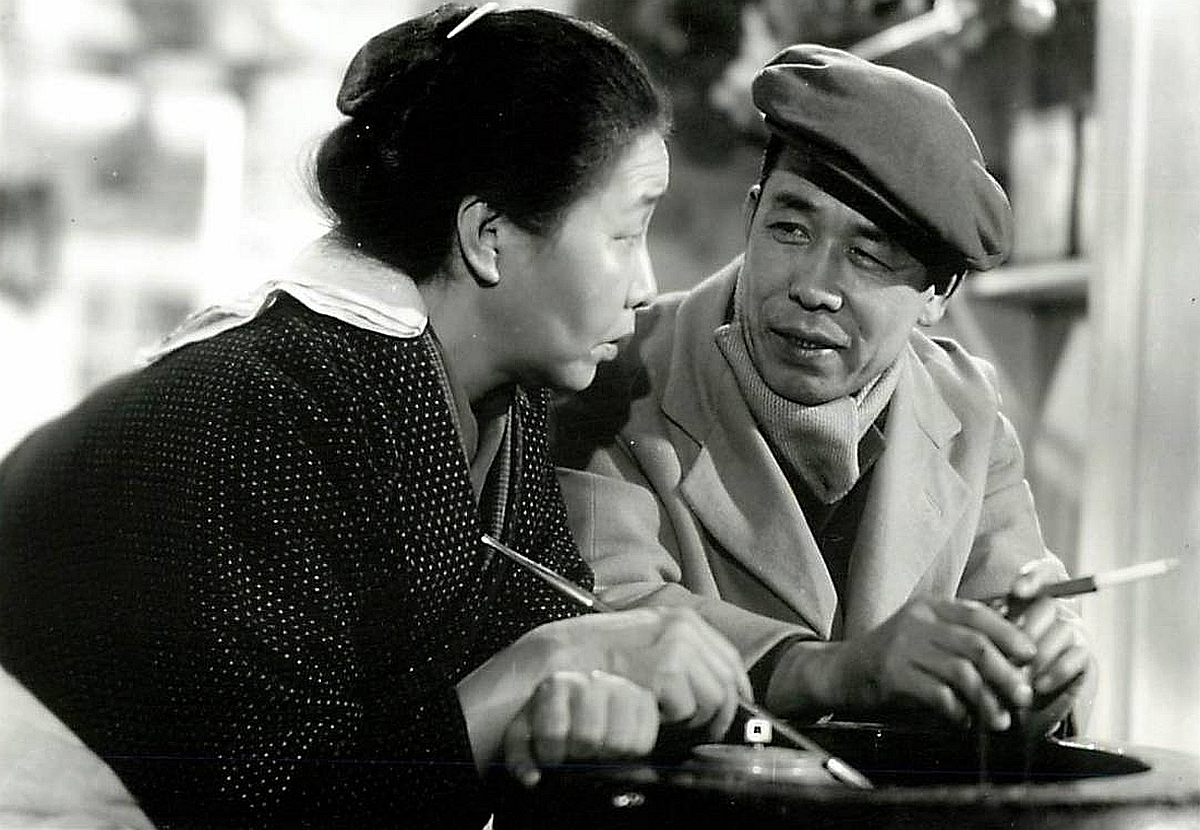
Chōko Iida et Reikichi Kawamura dans Récit d'un propriétaire (1947).

- 1927 : Le Sabre de pénitence (懺悔の刃, Zange no yaiba?) de Yasujirō Ozu : Genshichi de Kurikara
- 1933 : La Danseuse d'Izu (恋の花咲く　伊豆の踊子, Koi no hana saku Izu no odoriko?) de Heinosuke Gosho : l'ingénieur Kubota
- 1933 : Après notre séparation (君と別れて, Kimi to wakarete?) de Mikio Naruse : le père de Terugiku
- 1933 : L'Amour (愛撫, Ramūru?) de Heinosuke Gosho : Yoshika
- 1934 : Mon frère aîné (私の兄さん, Watashi no niisan?) de Yasujirō Shimazu : Shigeta
- 1935 : Okoto et Sasuke (春琴抄 お琴と佐助, Shunkinsho: Okoto to Sasuke?) de Yasujirō Shimazu : Teizo
- 1936 : Monsieur Merci (有りがたうさん, Arigatō-san?) de Hiroshi Shimizu : l'homme qui revient de Tokyo
- 1936 : Réunion de famille (家族会議, Kazoku kaigi?) de Yasujirō Shimazu : M. Kajiwara
- 1936 : La Femme de la brume (朧夜の女, Oboroyo no onna?) de Heinosuke Gosho : un voisin
- 1937 : La Chanson du panier à fleur (花籠の歌, Hana-kago no uta?) de Heinosuke Gosho : Keizo Mori
- 1937 : Les Trois Prétendants (婚約三羽烏, Konyaku sanbagarasu?) de Yasujirō Shimazu : Isoyama
- 1938 : La Mère et l'Enfant (母と子, Haha to ko?) de Minoru Shibuya : Kudo
- 1938 : Katsura, l'arbre de l'amour (愛染かつら, Aizen katsura?) de Hiromasa Nomura : Haruki, l'oncle de Kozo
- 1939 : La Détermination d’Okayo (お加代の覚悟, Okayo no kakugo?) de Yasujirō Shimazu : Keizō
- 1940 : Kinuyo no hatsukoi (絹代の初恋?) de Hiromasa Nomura : le père de Kinuyo et Mitsuyo
- 1945 : Le Chant de la victoire (必勝歌, Hisshō ka?) de Kenji Mizoguchi, Masahiro Makino, Hiroshi Shimizu et Tomotaka Tasaka : le père de Yuichi
- 1945 : Les Demoiselles d'Izu (伊豆の娘たち, Izu no musumetachi?) de Heinosuke Gosho : Bunkichi Sugiyama
- 1947 : Récit d'un propriétaire (長屋紳士録, Nagaya shinshiroku?) de Yasujirō Ozu : Tamekichi
- 1949 : Chien enragé (野良犬, Nora-inu?) d'Akira Kurosawa
- 1950 : Sanshiro de Ginza (銀座三四郎, Ginza Sanshirō?) de Kon Ichikawa
- 1950 : Les Sœurs Munakata (宗方姉妹, Munekata kyōdai?) de Yasujirō Ozu : un client du « Sangin »
- 1951 : Wakai musumetachi (若い娘たち?) de Yasuki Chiba
- 1952 : Yōkina wataridori (陽気な渡り鳥?) de Yasushi Sasaki
- 1952 : Asakusa kurenai-dan (浅草紅団?) de Seiji Hisamatsu
- 1952 : Monsieur Lucky (ラッキーさん, Rakkii-san?) de Kon Ichikawa
- 1952 : Cadre de troisième classe (三等重役, Santō jūyaku?) de Masahisa Sunohara (en)
- 1952 : Cadre de troisième classe 2 (続三等重役, Zoku santō jūyaku?) de Hideo Suzuki

## Distinctions
- 1953 : prix spécial aux prix du film Mainichi pour Cadre de troisième classe[4]